# Tram van Leipzig
De tram van Leipzig is samen met de S-Bahn Mitteldeutschland het belangrijkste vervoermiddel in het openbaar vervoer van de Duitse stad Leipzig. Het net met een lengte van 146 kilometer wordt door het Mitteldeutsche Verkehrsverbund (MDV) geëxploiteerd. De eerste elektrische trams reden al in 1896. Vanaf de jaren 1990 is het trambedrijf op grote schaal gemoderniseerd.

## Netwerk
Het totale netwerk bestaat uit (in 2019) 15 tramlijnen. Daarvan zijn er 13 regulier, te weten 1-4, 7-12 en 14-16. De meeste van deze lijnen hebben korttrajectdiensten. Daarnaast zijn er 2 nachtlijen: N10 en N17. Het is een van de grootste netten van Duitsland (stand begin 2020).

## Materieel
In Leipzig is het gebruikelijk elk nieuw tramtype een opvolgend getal in Arabische cijfers te geven. In 1872 begon men met het type 1, de eerste elektrische tram was het type 10 en bijwagens kregen de nummers boven de 50. Het volgende overzicht geeft de situatie van begin 2020 weer:

### Trams zonder geleding
- Type 33 Van de door de Tatra fabriek geleverde trams van het type T4D zijn er nog 84 in dienst.
- Type 68 Van de door een fabriek in Bautzen geleverde trams van het type NB4 zijn er nog 43 in dienst.

### Gelede trams
- Type 36 Van de door de Düwag/Siemens fabrieken geleverde trams van het type NGT8 zijn er nog 56 in dienst.
- Type 37 Van de door HeiterBlick in Leipzig geleverde trams van het type NGTW6 Leoliner zijn er nog 49 in dienst.
- Type 38 Van de door Bombardier geleverde trams van het type NGT12-LEI ClassicXXL zijn er 33 in dienst.
- Type 39 Van de door Solaris geleverde trams van het type NGT10 Tramino zijn er al 23 (zomer 2020) in dienst.

### Toekomstige trams
In december 2021 zijn bij HeiterBlick en Kiepe 25 trams van 45 meter besteld, met een optie op 105 extra exemplaren.